# Belenardıç
Belenardıç ist ein Dorf im Landkreis Akköy der türkischen Provinz Denizli. Belenardıç liegt etwa 42 km nördlich der Provinzhauptstadt Denizli und 17 km nördlich von Akköy. Belenardıç hatte laut der letzten Volkszählung 674 Einwohner (Stand Ende Dezember 2010).